# Charlotte (Vermont)
Charlotte és una població dels Estats Units a l'estat de Vermont. Segons el cens del 2000 tenia 3.569 habitants.

## Demografia
Segons el cens del 2000, Charlotte tenia 3.569 habitants, 1.287 habitatges, i 990 famílies. La densitat de població era de 33,2 habitants per km².
Dels 1.287 habitatges en un 42,6% hi vivien nens de menys de 18 anys, en un 66,7% hi vivien parelles casades, en un 6,9% dones solteres, i en un 23% no eren unitats familiars. En el 15,7% dels habitatges hi vivien persones soles el 4,3% de les quals corresponia a persones de 65 anys o més que vivien soles. El nombre mitjà de persones vivint en cada habitatge era de 2,77 i el nombre mitjà de persones que vivien en cada família era de 3,12.
Per edats la població es repartia de la següent manera: un 29,7% tenia menys de 18 anys, un 4,4% entre 18 i 24, un 28,1% entre 25 i 44, un 30,1% de 45 a 60 i un 7,7% 65 anys o més.
L'edat mediana era de 39 anys. Per cada 100 dones de 18 o més anys hi havia 93,7 homes.
La renda mediana per habitatge era de 62.313 $ i la renda mediana per família de 71.090 $. Els homes tenien una renda mediana de 52.470 $ mentre que les dones 35.156 $. La renda per capita de la població era de 33.942 $. Entorn del 4,5% de les famílies i el 5% de la població estaven per davall del llindar de pobresa.